# John Smith (Philosoph)
John Smith (* 1616 in Achurch, Northamptonshire; † 3. August 1652 in Cambridge) war ein britischer Philosoph, Mathematiker und Theologe, der zu den Cambridger Platonikern gehörte.

## Leben
Smith wurde 1616, nicht – wie man früher annahm – 1618 als Sohn eines Landwirts geboren. Ab 1636 studierte er in Cambridge am Emmanuel College, dem die meisten Cambridger Platoniker zeitweilig oder dauerhaft angehörten. Sein Tutor war Benjamin Whichcote, einer der Wortführer der Platoniker. Whichcote unterstützte den mittellosen Smith auch finanziell. Smith erhielt 1640/1641 den Grad eines Bachelor of Arts, 1644 wurde er Master of Arts. Er konnte aber nicht am Emmanuel College Fellow (Mitglied des Lehrkörpers) werden, da nach den Statuten aus jeder der Grafschaften nur ein Fellow kommen durfte und es bereits einen Fellow aus Northamptonshire gab. Damals tobte der Englische Bürgerkrieg; Truppen des Parlaments hatten Cambridge eingenommen und zahlreiche Fellows und College-Vorsteher wurden aus ihren Ämtern entfernt. Der Earl of Manchester, der im Auftrag des Parlaments die Amtsenthebungen und Ernennungen vornahm, versetzte Smith in das Queens’ College, dessen Fellow der junge Gelehrte bis zu seinem frühen Tod blieb. Dort lehrte Smith Mathematik und Hebräisch. Im Jahr 1651 erkrankte er an der Schwindsucht, der er am 3. August 1652 erlag. Die Beisetzung fand am 7. August in der Kapelle des Queens’ College statt. Die Grabrede hielt der spätere Bischof von Ely Simon Patrick, der zu den Schülern des Verstorbenen zählte und dessen Gedankengut weitertrug.
Smith genoss in Cambridge hohes Ansehen, sowohl als Lehrer als auch als Prediger. Er pflegte in der Kapelle des Queens’ College vor Universitätsangehörigen zu predigen. In seiner etwa 600 Bände umfassenden Bibliothek, die er dem Queens’ College vermachte, fanden sich Bücher aus mancherlei Wissensgebieten, darunter medizinische und naturwissenschaftliche Literatur.
Wahrscheinlich war Isaac Barrow unter den Studenten, die Smiths Mathematikvorlesungen hörten; Barrow erinnerte sich später mit Wohlwollen an ihn. Zum Stoff gehörte wohl die Geometrie von René Descartes.

## Theologische und philosophische Position
Gemäß den Grundüberzeugungen der Cambridger Platoniker verwarf Smith die calvinistische Lehre von der doppelten Prädestination, der zufolge die künftige Seligkeit oder Verdammnis jedes Menschen von vornherein von Gott festgelegt ist. Er wandte sich gegen die Verurteilung fremder Glaubensformen, trat für religiöse Toleranz ein und lehrte, die göttliche Vernunft befähige den Menschen zu freiem Urteilen und Handeln. Himmel und Hölle interpretierte er als seelische Zustände. Das Himmelreich des christlichen Glaubens fasste er als inneren Zustand höchster Freude auf, der in der Seele bei ihrer Annäherung an Gott entstehe. Die Hölle betrachtete er als den Zustand des Vorherrschens übler Neigungen in der menschlichen Seele. Er meinte, in der Religion komme es auf ein aufrichtiges Bemühen an, mit dem man sich der wahren Vollkommenheit nähere; je mehr dies gelinge, desto weniger bedürfe man äußerer Vorschriften.
Smiths philosophische und theologische Position war stark von der platonischen, insbesondere neuplatonischen Denkweise geprägt. Mit Vorliebe berief er sich auf Platon, Plutarch und Plotin; er schätzte auch Descartes. Mit seinen religionsphilosophischen Überlegungen ging er von zwei Grundannahmen des antiken Platonismus aus: von Platons Konzept der Teilhabe (Methexis) und von Plotins Emanationslehre.
Unter Theologie (divinity) verstand Smith eher ein göttliches Leben als eine Wissenschaft von Gott. Er meinte, Christus habe seinen Jüngern keine Glaubensartikel hinterlassen; vielmehr sei es sein Hauptziel gewesen, ein heiliges Leben als besten Weg zu einem wahrhaften Glauben zu verkünden. Man müsse Gott in der eigenen Seele suchen, denn diese sei dank ihrer Teilhabe an der göttlichen Natur befähigt, ihn zu erfassen. Die Selbstbetrachtung der Seele verhelfe ihr zur Einsicht in Gottes Natur, sofern sie sich zuvor gereinigt habe. Die Gotteserkenntnis geschehe unmittelbar durch eine geistige Berührung, also durch Intuition, nicht durch Spekulation und Folgerungen. Wer die Wahrheit in sich selbst erkenne, der gelange zur wahren Freiheit, die als Übereinstimmung mit der eigenen Natur zu verstehen sei. Der platonischen Tradition folgend wies Smith der Mathematik eine wichtige Rolle auf dem Weg zur Gotteserkenntnis zu. Nachdrücklich wandte er sich gegen Versuche, Gottes Gunst mit Opfern und Gebeten statt durch rechtes Handeln zu erlangen und mit magischen Mitteln wie etwa Beschwörungen Ziele zu erreichen.

## Nachwirkung
Keine von Smiths Vorlesungen und Predigten wurde zu seinen Lebzeiten veröffentlicht. Die Durchsicht und Publikation seines Nachlasses übernahm sein Freund John Worthington, ein Schüler Whichcotes und Fellow des Emmanuel College. Schließlich erschien 1660 die Sammlung der Select Discourses, die zehn Predigten über Grundfragen der Theologie und Philosophie enthält. Vorangestellt ist eine von Worthington verfasste Biographie Smiths.

## Schriften
- John Smith: Select Discourses. Garland, New York 1978, ISBN 0-8240-1803-6 (Nachdruck der Ausgabe London 1660).
- John Smith: Select Discourses. 4., überarbeitete Auflage, hrsg. von Henry Griffin Williams, Cambridge University Press, Cambridge 1859 (online).